# Maurice Fongueuse
Maurice Alexandre Fongueuse, né le 19 août 1888 à Ry (Seine-Maritime) et mort le 25 mai 1963 à Paris, est un artiste peintre impressionniste français.
Il a réalisé de nombreuses peintures à l'huile avec des scènes de rue parisiennes. Quelques aquarelles et huiles sur toile de lui sont également connues.

## Biographie
Maurice Alexandre Fongueuse est né le 19 août 1888, fils du boulanger Alexandre Fongueuse et de sa femme Euphrosine Leroy à Ry, France.
Dans la période de 1911 à 1920, il étudie la peinture à l'académie des beaux-arts de Paris. Il a été formé par Adolphe Déchenaud et Henri Royer.
En 1936, avec Paysages, décrit par Le Matin comme vivant et coloré, il participe à la 22e exposition du Cercle des Gobelins et des Beaux-Arts, cercle d'art du 13e arrondissement de Paris de Paris. Il a exposé son travail pendant plusieurs années successives au Salon des Indépendants à Paris de 1940 à 1943. À l'occasion de sa participation au salon d'hiver, grande exposition à laquelle ont participé plus de six cents artistes, La France libre a consacré quelques mots positifs à l'œuvre de Fongueuse.
Dans les années 1940 et 1950, son travail consistait principalement en des peintures à l'huile de petit format sur carton  du paysage urbain de Paris autour de la Seine comme sujet principal. Au milieu du XXe siècle, quatre de ses œuvres sont achetées par le ministère français de la Culture.
Il meurt célibataire le 25 mai 1963 à Paris, en son domicile de la rue d'Ulm à Paris.

## Œuvres
- Composition au buste de Voltaire (1922)[8].
- Les Quais (1941)[9].